# Republic (Ohio)
Pour les articles homonymes, voir Republic.
Republic est un village américain situé dans le comté de Seneca, dans l’Ohio. Selon le recensement de 2010, sa population est de 549 habitants.